# Klas Jervfors
Klas Jervfors Turner (KJT), född den 20 september 1976, är en svensk trombonist med biinstrumenten trumpet, eufonium, Kohorn (vallhorn) och bastuba.
KJT är utbildad på Musikhögskolan i Stockholm till trombon- och ensemblelärare med jazzinriktning och arbetar som enhetschef på Gnesta kulturskola. Förutom att spela med olika grupper och artister medverkar han på drygt 100 skivproduktioner. Bland annat på låten - Jag och min far med Magnus Uggla där KJT spelar allt blås. Andra artister han spelat in med i urval är: Ulf Lundell, Daniel Lemma, Freddie Wadling, Jessica Andersson, Peter LeMarc, Evon, Desmond Foster, Titiyo, GRANT, Helene Sjöholm, Jennifer Brown, Andreas Andersson, Totta Näslund, Ebba Forsberg med flera. 
Han har även arbetat som skivproducent, arrangör och kompositör samt har producerat Zjansiyoum Henoks debutalbum Guud. Han har dessutom arrangerat och skrivit musik till Pari Isazadeh.
KJT har släppt tre skivor i eget namn på sin label Krokodill Records;  
Suburban Dreams - 2019, Living Lovely Children (digital EP) - 2021 under namnet KJT & The Dreamers och 
ODONATA - 2022 - under namnet KJT & The Dreamers 
Under 2025 släpps det fjärde albumet Niebla Organica. 
KJT har spelat och turnerat med flera artister och band. Bland annat som medlem i Mantra sessions som spelar jazzig, indisk, mantramusik med influenser från många musikstilar. 
I tolv års tid var han medlem i det Svensk/Algeriska raïbandet Hada Raïna. Han är också medlem i Dennis Bovell Dub band har han sedan 2006 spelat med Reggaepoeten Linton Kwesi Johnson. Klas är även medlem i Stures Dansorkester och har även spelat reggae med Governor Andy, Papa Dee och Daniel Lemma. 
Sedan 2019-2023 har han ett band  tillsammans med den Dag Vag-medlemmen och kompositören Johan "Zilverzurfaren" Zachrisson.- KJT & Zilverzurf with the Dreamers. Samma band heter sedan 2025 Klas JervforsTurner & Dreamers Collective  